# 足立篤郎
足立 篤郎（あだち とくろう、1910年〈明治43年〉7月22日 - 1988年〈昭和63年〉8月14日）は、日本の政治家。位階は正三位、勲等は勲一等。
科学技術庁長官（第28代）、農林大臣（第43代）、衆議院議員（12期）などを歴任。

## 来歴・人物
静岡県周智郡山梨村（現袋井市）生まれ。掛川中学校（現静岡県立掛川西高等学校）、旧制静岡高等学校を経て、1934年、京都帝国大学法学部を卒業。南満洲鉄道に入社する。戦後は静岡県農業共済組合連合会会長などを経て、1949年の第24回衆議院議員総選挙で吉田茂率いる民主自由党公認で旧静岡3区から立候補し、初当選。以後当選12回。
自民党では佐藤栄作派－田中角栄派に所属。大蔵政務次官、衆議院大蔵委員長、衆議院農林水産委員長などを経て1972年に第1次田中角栄内閣で農林大臣、1974年には第2次田中角栄第2次改造内閣で科学技術庁長官として入閣する。
大柄な体形から「殿様ガエル」のあだ名が付けられ、気さくかつ大らかな人柄で知られた。1972年、角福戦争で大荒れとなった自民党総裁選で選挙管理委員を務めた際は、田中の勝利を確信するや否や、壇上からおもむろに右手でOKサインを掲げてみせ、テレビ中継を観ていた視聴者をも驚かせた。
1978年自民党全国組織委員長、1981年に衆議院議員総会長などを歴任。全国組織委員長時代は自民党近代化とともに三百万党員獲得運動の指揮を執った。
1984年11月の秋の叙勲で勲一等に叙され、旭日大綬章を受章する。
1985年、竹下登が田中派内部で「創政会」（のちの経世会）を旗揚げすると、田中派長老で唯一、最高顧問として参加。既に次期総選挙に立候補せず政界からの引退を表明していたが、「（田中のプレッシャーに負けず）この運動を成し遂げよう」と会合に参加した後輩たちを激励したと言われる。1986年、政界から引退する。なお、1983年に参議院議員から足立と同じ旧静岡3区に鞍替えし衆議院議員に初当選していた熊谷弘は、足立の引退表明により田中派入りが叶い、足立の事実上の後継者となった。1986年に袋井市名誉市民。
1988年8月14日、心不全により袋井市の病院で死去した。78歳没。同月23日、特旨を以て位記を追賜され、死没日付をもって正三位に叙される。遺志により遺体は医学発展のために献体された。